# Jezgreni zvjezdani skup
Jezgreni zvjezdani skup (engleski "Nuclear Star Cluster" ili compact stellar nucleus, kompaktna zvjezdana jezgra ili "young stellar nucleus", hrv. mlada zvjezdana jezgra) je zvjezdana skupina velike gustoće i velika luminoziteta, blizu središta mase većine galaktika.